# Стереохімічна формула

Проєкційна формула Фішера

Стереохімі́чна фо́рмула (рос. стереохимическая формула, англ. stereochemical formula) —
1. Структурна формула, що відтворює просторове розміщення атомів у молекулі[1] й дозволяє розрізнити стереоізомери.
2. Проєкційна формула — двомірне подання тривимірної молекулярної структури у вигляді проєкції тривимірної структури на полщину, в якій вказано просторове розміщення зв'язків[2].

Наприклад, проєкції Фішера, проєкції Ньюмена, і т. ін.
Наразі для стереохімічних формул діють рекомендації ІЮПАК «Graphical Representation of Stereochemical Configuration: (IUPAC Recommendations 2006)», які визначають правила графічного відображення тривимірнмих молекулярних структур і стереохимічних конфігурацій для проекційних формул.